# Reba (serie de televisión)
Reba es una serie de televisión de comedia estadounidense creada por Chuck Lorre y protagonizada por Reba McEntire, y que se emitió del 5 de octubre de 2001 al 18 de febrero de 2007. La serie se estrenó en The WB, donde se emitió durante 5 temporadas, y la sexta temporada se emitió en The CW. La mayoría de los episodios se grabaron frente a una audiencia en vivo en el estudio.

## Sinopsis
Ambientada en Houston, Texas, la vida de Reba Hart (Reba McEntire), una mujer de mediana edad y chistosa, se pone patas arriba cuando descubre que su marido, Brock Hart (Christopher Rich), tuvo una aventura y está esperando un bebé con su joven higienista dental Barbra Jean Hart (Melissa Peterman), y que su hija mayor Cheyenne (Joanna Garcia) está embarazada de su novio (más tarde marido), el esquinero de secundaria Van Montgomery (Steve Howey). Con todo el nuevo caos y disfunción, Reba intenta salir adelante con sus dos hijos menores, Kyra (Scarlett Pomers) y Jake (Mitch Holleman).

## Reparto y personajes
- Reba McEntire como Reba Hart[1]
- Christopher Rich como Brock Hart
- Melissa Peterman como Barbra Jean Hart
- Joanna Garcia como Cheyenne Hart
- Steve Howey como Van Montgomery
- Scarlett Pomers como Kyra Hart
- Mitch Holleman como Jake Hart
- Alena & Gabrielle Leberger como Elizabeth Montgomery
- Alexander & Jackson McClellan como Henry Hart

## Episodios
| Temporada | Episodios | Fecha de inicio          | Fecha de fin          |
| --------- | --------- | ------------------------ | --------------------- |
| 1         | 22        | 5 de octubre de 2001     | 10 de mayo de 2002    |
| 2         | 25        | 20 de septiembre de 2002 | 9 de mayo de 2003     |
| 3         | 23        | 12 de septiembre de 2003 | 14 de mayo de 2004    |
| 4         | 22        | 17 de septiembre de 2004 | 20 de mayo de 2005    |
| 5         | 22        | 16 de septiembre de 2005 | 5 de mayo de 2006     |
| 6         | 13        | 19 de noviembre de 2006  | 18 de febrero de 2007 |